# UK R&B Chart
The Official UK R&B Chart (também conhecido Top 40 RnB Singles e Top 40 RnB Albums) é uma compilação de singles e álbuns do género musical rhythm and blues (R&B) feita pela The Official Charts Company. Apesar de a tabela musical não ser transmitida na rádio, a compilação pode ser vista no sítio oficial da BBC Radio 1 e publicações, tais como a ChartsPlus e a Music Week. A UK R&B Chart é também conhecida pela sua regularidade em canais de televisão, como a Kiss, TMF, MTV Base e MTV Hits. A tabela musical é atualizada e anunciada todos os domingos.